# Fabio Vullo
Fabio Vullo est un joueur de volley-ball italien né le 1er septembre 1964 à Massa. Il mesure 1,98 m et jouait passeur. Il totalise 139 sélections en équipe d'Italie.

## Clubs
| Club            | Pays   | De        | À         |
| --------------- | ------ | --------- | --------- |
| Pallavolo Massa | Italie | 1977-1978 | 1981-1982 |
| CUS Turin       | Italie | 1982-1983 | 1985-1986 |
| Panini Modène   | Italie | 1986-1987 | 1989-1990 |
| Porto Ravenne   | Italie | 1990-1991 | 1993-1994 |
| Daytona Modène  | Italie | 1994-1995 | 1999-2000 |
| Trévise Volley  | Italie | 2000-2001 | 2001-2002 |
| AS Volley Lube  | Italie | 2003-2004 | 2003-2004 |

## Palmarès
- En club
  - Championnat d'Italie : 1984, 1987, 1988, 1989, 1991, 1995, 1997, 2001
  - Coppa Italia : 1988, 1989, 1991, 1995, 1997, 1999
  - Supercoupe d'Italie : 1997
  - Coupe des Coupes : 1984

- En équipe nationale d'Italie
  - Ligue mondiale : 1992